# Acidon evae
Acidon evae là một loài bướm đêm trong họ Erebidae.